# Despre eroi și morminte
Despre eroi și morminte este un roman al scriitorului argentinian Ernesto Sábato din anul 1961. E romanul în care Ernesto Sábato caută, așa cum o făcuse Dostoievski cu un secol în urmă, sursa răului din om și din societate, intrând în istorie, în agitația politică și în straturile adânci ale psihologiei unor personaje bântuite de obsesii și fantasme. „Sunt un cercetător al răului”, spune Fernando Vidal Olmos, eroul lui Sábato, autor al "Dării de seamă despre orbi", fragmentul cel mai șocant din roman, proza care l-a urmărit pe scriitorul argentinian până târziu, la senectute, când picta "ființe teribile ce ies din adâncul sufletului meu, turnuri ce se prăbușesc, păsări în ceruri incendiate". Într-o scenă din roman apare și pictorul suprarealist român Victor Brauner care a fost lovit în ochi cu o sticlă și și-a pierdut vederea la acel ochi.